# Тальківка
Талькі́вка (колишні назви Талецька Рудня, Рудня Тальківська) — село в Україні, в Звягельському районі Житомирської області. Населення становить 66 осіб. Входить до скалу Брониківської сільської громади.

## Історія
У 1906 році Талецька Рудня, село Рогачівської волості Новоград-Волинського повіту Волинської губернії.  Відстань від повітового міста 11 верст, від волості 9. Дворів 34, мешканців 153.